# Маннинг (Фёклабрукк)
Маннинг (Фёклабрукк) (нем. Manning) — община (нем. Gemeinde) в Австрии, в федеральной земле Верхняя Австрия. 
Входит в состав округа Фёклабрукк.  Население составляет 833 человека (на 31 декабря 2005 года). Занимает площадь 10 км². Официальный код  —  41 714.

## Политическая ситуация
Бургомистр общины — Йозеф Брандмайр (АНП) по результатам выборов 2003 года.
Совет представителей общины (нем. Gemeinderat) состоит из 13 мест.
- АНП занимает 10 мест.
- СДПА занимает 3 места.